# Marek Najbrt
Marek Najbrt (* 27. listopadu 1969 Praha) je český filmový režisér, absolvent pražské FAMU. Je držitelem čtyř Českých lvů za režii a spoluautorství scénáře.

## Život
Po maturitě vystudoval režii na katedře dokumentární tvorby na FAMU v Praze a je také absolventem Fakulty sociálních věd Univerzity Karlovy.

## Tvůrčí filmografie

### Film
- Mistři (2004) – scénář, režie
- Protektor (2009) – námět, scénář, režie; Český lev 2009 za nejlepší režii a scénář
- Polski film (2012) – scénář, režie
- Prezident Blaník (2018) – námět, scénář, režie
- Čertí brko (2018) – scénář, režie

### Televize a internet
- Terapie (2011–2013) – scénář: 2 díly, režie: 19 dílů
- Kancelář Blaník (2013–2017) – scénář: 9 dílů, režie: 51 dílů
- Já, Mattoni (2016) – režie: 12 dílů
- Svět pod hlavou (2017) – režie: 6 dílů
- Republika Blaník (2020) – režie: 14 dílů
- Třídní schůzka (2021) – režie: 10 dílů
- Případy mimořádné Marty (2022) – režie: 3 díly
- Zákony vlka (2023) – režie: 16 dílů
- Odznak Vysočina (2023) – režie: 4 díly

## Herecká filmografie
- Pražská 5 (1989) – role: brigádník Franta („Na brigádě!“)
- Knoflíkáři (1997) – role: pacient („Civilizační návyky“)
- Děvčátko (2002) – role: klávesy
- Čert ví proč (2003) – role: čert nápadník